# Nekrolog 2. Quartal 1963
Nekrolog
◄◄
| ◄
| 1959
| 1960
| 1961
| 1962
| 1963 | 1964 | 1965 | 1966 | 1967 | ► | ►►
1. Quartal |
2. Quartal |
3. Quartal |
4. Quartal 1963
Weitere Ereignisse | Allgemeiner Nekrolog 1963
Die Beschreibung der verstorbenen Person sollte so kurz wie möglich gehalten sein und nur deren signifikante Tätigkeit(en) enthalten.
Neue Namen ggf. auch unter dem Geburts- und Sterbedatum, also etwa unter 1. Januar und im Geburts- und Sterbejahr (2024) eintragen (nur bei entsprechender großer Wichtigkeit). Für Beispiele siehe die schon vorhandenen Artikel.
Außerdem über die fünf zuletzt Verstorbenen, zu denen es einen ausreichend guten Artikel für eine Präsentation auf der Hauptseite gibt, nach der todesbedingten Überarbeitung der Artikel ggf. auch unter Wikipedia Diskussion:Hauptseite informieren und sie am besten auch in den anderen Wikipedia-Sprachversionen eintragen. Tipp: Regelmäßig bei news.google.de nach „ist tot“, „gestorben“ oder „verstorben“ suchen.
Wenn eine Person gestorben ist, gibt es viele Seiten zu dieser Person in der Wikipedia, die davon auch betroffen sind und entsprechend aktualisiert werden müssen. Beispiele: Namenübersichtsseite, Geburtsjahr, Geburtsort-Seiten und viele mehr.
Wie finde ich die betroffenen Seiten?
Im Suchfeld auf der linken Seite gibt man den Suchbegriff so ein: „Vorname Nachname“. Dann klickt man auf Volltext und alle Seiten mit entsprechendem Suchtext werden aufgerufen. Hier sieht man dann schnell, wo auch das Todesjahr Sinn macht oder sogar ein Teil des Artikels angepasst werden muss. Auch hilft das „Werkzeug“ auf der linken Seite sehr gut, um solche Seiten aufzufinden: „Links auf diese Seite“. Somit ist die Wikipedia wieder aktuell in allen Bereichen! Hinweis: bei Eintragung der Kategorie „Gestorben JAHR“ wird der Missbrauchsfilter 49 ausgelöst, was jedoch nicht schlimm ist. Siehe: Spezial:Missbrauchsfilter/49
Dies ist eine Liste von im zweiten Quartal 1963 verstorbenen bekannten Persönlichkeiten. Die Einträge erfolgen innerhalb der einzelnen Daten alphabetisch sortiert. Tiere sind im Nekrolog für Tiere zu finden.

## April
| Tag       | Name                              | Beruf, bekannt als                                                                                 | Alter | Beleg |
| --------- | --------------------------------- | -------------------------------------------------------------------------------------------------- | ----- | ----- |
| 1. April  | Reinier Beeuwkes                  | niederländischer Fußballnationalspieler                                                            | 79    |       |
| 1. April  | Eeli Erkkilä                      | finnischer Politiker, Mitglied des Reichstags und Minister                                         | 53    |       |
| 2. April  | Charles Grey, 5. Earl Grey        | britischer Adliger                                                                                 | 83    |       |
| 2. April  | Ivan Pintar                       | slowenischer Medizinhistoriker und Gynäkologe                                                      | 74    |       |
| 2. April  | Georgi Maximowitsch Puschkin      | sowjetischer Diplomat und Politiker                                                                | 54    |       |
| 3. April  | Donald Jahraus                    | US-amerikanischer Spezialeffektkünstler                                                            | 70    |       |
| 3. April  | Alfred Kober                      | Schweizer Verleger und Journalist                                                                  | 78    |       |
| 3. April  | Alfons Kreußel                    | deutscher Religionslehrer, Pfarrer und Politiker (CSU), MdL Bayern                                 | 52    |       |
| 3. April  | Ernst Mollenhauer                 | deutscher Landschaftsmaler                                                                         | 70    |       |
| 3. April  | Alma Richards                     | US-amerikanischer Leichtathlet                                                                     | 73    |       |
| 3. April  | Gene Sedric                       | US-amerikanischer Tenorsaxophonist und Klarinettist                                                | 55    |       |
| 3. April  | G. Gordon Young                   | britischer Journalist und Sachbuchautor                                                            |       |       |
| 4. April  | Gaetano Catanoso                  | italienischer Ordensgründer und Heiliger                                                           | 84    |       |
| 4. April  | Carlos Bernardo González Pecotche | argentinischer Schriftsteller und Denker                                                           | 61    |       |
| 4. April  | Wilhelm Holzhäuer                 | deutscher Unternehmer                                                                              | 68    |       |
| 4. April  | Alexander Kolb                    | deutscher Generalleutnant im Zweiten Weltkrieg                                                     | 71    |       |
| 4. April  | Igor Georgijewitsch Rubel         | sowjetischer Schachspieler                                                                         | 29    |       |
| 4. April  | Denis Shore                       | südafrikanischer Sprinter                                                                          | 47    |       |
| 5. April  | Jacob Hecht                       | deutsch-schweizerischer Unternehmer                                                                | 83    |       |
| 5. April  | Jacobus Johannes Pieter Oud       | niederländischer Architekt                                                                         | 73    |       |
| 5. April  | Sonja McCaskie                    | britische Skiläuferin und Mordopfer                                                                | 24    |       |
| 5. April  | Tupua Tamasese Meaʻole            | samoanischer Politiker und Staatsoberhaupt von Samoa                                               | 57    |       |
| 5. April  | Hilde Wörner                      | deutsche Theater- und Filmschauspielerin sowie Filmproduzentin                                     | 68    |       |
| 6. April  | Adam Barteld                      | deutscher Postbeamter und Politiker (DDP, DStP), MdL                                               | 86    |       |
| 6. April  | Robert Foit                       | österreichischer (steirischer) Porträt-, Stillleben- und Landschaftsmaler                          | 73    |       |
| 6. April  | Karl Scharnagl                    | deutscher Politiker (CSU), Oberbürgermeister von München (1925–1933 und 1945–1948)                 | 82    |       |
| 6. April  | Eduard Schönecker                 | österreichischer Fußballspieler                                                                    | 78    |       |
| 6. April  | Hans-Heinrich Sievert             | deutscher Zehnkämpfer, Kugelstoßer und Diskuswerfer                                                | 53    |       |
| 6. April  | Otto von Struve                   | US-amerikanischer Astronom                                                                         | 65    |       |
| 6. April  | Allen Oldfather Whipple           | US-amerikanischer Chirurg                                                                          | 81    |       |
| 7. April  | Amedeo Maiuri                     | italienischer Klassischer Archäologe                                                               | 77    |       |
| 7. April  | Theodor Meentzen                  | deutscher Schriftsteller, Publizist, Redakteur, Freidenker                                         | 87    |       |
| 7. April  | Karl Pauspertl                    | österreichischer Kapellmeister und Komponist                                                       | 65    |       |
| 7. April  | Joachim Wedekind                  | deutscher Schauspieler, Hörspielautor und Drehbuchautor                                            | 38    |       |
| 8. April  | Andō Kō                           | japanische Violinistin                                                                             | 84    |       |
| 8. April  | Heinrich Dethloff                 | deutscher Verwaltungsbeamter und Politiker (SPD)                                                   | 79    |       |
| 8. April  | Karl Kristian Steincke            | dänischer sozialdemokratischer Politiker und Jurist                                                | 82    |       |
| 8. April  | Wassili Pawlowitsch Subow         | sowjetischer Philosoph, Kunsthistoriker und Wissenschaftshistoriker                                | 62    |       |
| 9. April  | Eddie Edwards                     | amerikanischer Jazzposaunist                                                                       | 71    |       |
| 9. April  | Nelly Fonseca                     | peruanische Dichterin                                                                              | 42    |       |
| 9. April  | Benno Moiseiwitsch                | ukrainisch-britischer Pianist                                                                      | 73    |       |
| 9. April  | Robert Seifert                    | deutscher Politiker (ZENTRUM) und Landrat des Landkreises Sigmaringen                              | 71    |       |
| 9. April  | Xul Solar                         | argentinischer Maler                                                                               | 75    |       |
| 10. April | Charles Du Bois                   | Schweizer Dermatologe                                                                              | 88    |       |
| 10. April | Ottar Gjermundshaug               | norwegischer Skisportler                                                                           | 38    |       |
| 10. April | Johann Josef Mittelberger         | österreichischer Politiker (CSP), Landtagsabgeordneter                                             | 83    |       |
| 10. April | Karl Schilling                    | deutscher Politiker (SPD)                                                                          | 72    |       |
| 10. April | Ethel Seath                       | kanadische Malerin, Illustratorin und Kunstlehrerin                                                | 84    |       |
| 11. April | Nando Bruno                       | italienischer Schauspieler                                                                         | 67    |       |
| 11. April | Heinrich Dieckmann                | deutscher Maler und Designer                                                                       | 73    |       |
| 11. April | Joseph Freundorfer                | deutscher Geistlicher, Neutestamentler und Bischof von Augsburg                                    | 68    |       |
| 11. April | Franz Karl Ginzkey                | österreichischer Offizier, Dichter und Schriftsteller                                              | 91    |       |
| 11. April | Arthur Jonath                     | deutscher Leichtathlet                                                                             | 53    |       |
| 11. April | Ioannis Papadimitriou             | griechischer Klassischer Archäologe                                                                | 58    |       |
| 11. April | Henryk Reyman                     | polnischer Fußballspieler                                                                          | 65    |       |
| 12. April | Kazimierz Ajdukiewicz             | polnischer Philosoph, Mathematiker und Logiker                                                     | 72    |       |
| 12. April | Alfred Métraux                    | schweizerisch-US-amerikanischer Ethnologe                                                          | 60    |       |
| 12. April | Bruno Meyermann                   | deutscher Astronom                                                                                 | 86    |       |
| 12. April | Herbie Nichols                    | US-amerikanischer Jazz-Pianist und -komponist                                                      |       |       |
| 12. April | Paul Schmitthenner                | deutscher Militärhistoriker, Hochschullehrer, badischer Kultusminister                             | 78    |       |
| 12. April | Hans Bernhard Sprung              | deutscher Chirurg und Hochschullehrer in Dresden                                                   | 56    |       |
| 12. April | Herbert Thannhaeuser              | deutscher Schriftdesigner und Illustrator                                                          | 64    |       |
| 13. April | Karl Feldmann                     | deutscher Politiker (SPD), MdL                                                                     | 70    |       |
| 13. April | Gustav Großklaus                  | deutscher Winzer                                                                                   | 81    |       |
| 14. April | Philipp Jahn                      | deutscher Politiker (CDU), MdBB                                                                    | 79    |       |
| 14. April | Heinrich Weiß                     | deutscher Widerstandskämpfer gegen den Nationalsozialismus                                         | 75    |       |
| 15. April | Albrecht Bürkle                   | deutscher Verlagslektor und Verleger                                                               | 47    |       |
| 15. April | Anton Heigl                       | deutscher Jurist und Polizeipräsident                                                              | 58    |       |
| 15. April | Emil Herberg                      | deutscher Politiker (VR), MdR                                                                      | 81    |       |
| 15. April | Wilhelm Knothe                    | deutscher Diplomat                                                                                 | 79    |       |
| 15. April | Osvaldo Koch Krefft               | chilenischer Politiker                                                                             | 66    |       |
| 15. April | Erich Müller                      | deutscher Ingenieur                                                                                | 70    |       |
| 15. April | Leslie Plummer                    | britischer Politiker                                                                               | 61    |       |
| 15. April | Edward V. Robertson               | US-amerikanischer Politiker walisischer Herkunft                                                   | 81    |       |
| 15. April | Robert Schmidt-Hamburg            | deutscher Marinemaler                                                                              | 78    |       |
| 16. April | Kurt Budäus                       | deutscher Politiker (NSDAP), MdR                                                                   | 55    |       |
| 16. April | Eucharius Zenzen                  | deutscher Benediktinerabt                                                                          | 59    |       |
| 16. April | Bodo Zimmermann                   | deutscher Generalleutnant im Zweiten Weltkrieg                                                     | 76    |       |
| 17. April | Thaddeus H. Ames                  | US-amerikanischer Mediziner, Neurologe, Psychiater und Psychoanalytiker                            | 78    |       |
| 17. April | Alfred Edward Bennett             | australischer Rundfunkmanager und Theosoph                                                         | 73    |       |
| 17. April | Viktor Car-Emin                   | kroatischer Schriftsteller                                                                         | 92    |       |
| 17. April | Bobby Graham                      | britischer Mittelstreckenläufer                                                                    | 53    |       |
| 17. April | Wilhelm Neumann                   | deutscher Gewerkschafter (FDGB)                                                                    | 72    |       |
| 17. April | Otto Ritter                       | deutscher Anglist und Hochschullehrer                                                              | 87    |       |
| 17. April | Fritz Windgassen                  | deutscher Sänger (Tenor)                                                                           | 80    |       |
| 18. April | Carl Galle                        | deutscher Leichtathlet                                                                             | 90    |       |
| 18. April | Meyer Jacobstein                  | US-amerikanischer Politiker                                                                        | 83    |       |
| 18. April | Edmund Daniel Kinzinger           | deutsch-US-amerikanischer Maler und Hochschullehrer                                                | 74    |       |
| 18. April | Adriaan Koonings                  | niederländischer Fußballspieler und Trainer                                                        | 67    |       |
| 18. April | Carl Rawitzki                     | deutscher Jurist und Kommunalpolitiker (SPD)                                                       | 83    |       |
| 18. April | Benno Ziegler                     | deutscher Opernsänger (Bariton)                                                                    | 76    |       |
| 19. April | Edith May Aab                     | US-amerikanische Sängerin und Gesangspädagogin                                                     | 87    |       |
| 19. April | Ramón Berdomás                    | spanischer Schwimmer und Wasserballspieler                                                         | 62    |       |
| 19. April | Dora Brücke-Teleky                | österreichische Gynäkologin und Urologin                                                           | 83    |       |
| 19. April | Josef Gander                      | Schweizer Politiker                                                                                | 86    |       |
| 19. April | Germaine Malépart                 | kanadische Pianistin und Musikpädagogin                                                            | 64    |       |
| 19. April | Nikolai Filippowitsch Papiwin     | sowjetischer Generaloberst der Luftstreitkräfte                                                    | 59    |       |
| 19. April | Vicente Ferreira da Silva         | brasilianischer Philosoph und Autor                                                                | 47    |       |
| 20. April | Julián Grimau                     | spanischer Kommunist                                                                               | 52    |       |
| 20. April | Friedrich Schomerus               | deutscher Manager, MdL im Thüringer Landtag (1946–1949)                                            | 87    |       |
| 20. April | Bertil Tallberg                   | finnischer Segler                                                                                  | 79    |       |
| 21. April | Erich Pachnicke                   | deutscher Politiker (SPD), Oberbürgermeister der Stadt Siegen                                      | 57    |       |
| 21. April | Carl Prausnitz                    | deutscher Mediziner und Hygieniker                                                                 | 86    |       |
| 21. April | Dennis Holme Robertson            | britischer Ökonom                                                                                  | 72    |       |
| 21. April | Jock Rutherford                   | englischer Fußballspieler                                                                          | 78    |       |
| 21. April | Rudolph Sternad                   | US-amerikanischer Filmarchitekt                                                                    | 56    |       |
| 22. April | Calvin Bricker                    | kanadischer Leichtathlet                                                                           | 78    |       |
| 22. April | Ulrich von Heyden                 | Landrat in den Landkreisen Ueckermünde und Prenzlau                                                | 89    |       |
| 22. April | Robert Kennedy                    | irischer Hockeyspieler                                                                             | 82    |       |
| 22. April | Wendelin Morgenthaler             | deutscher Pädagoge und Politiker (CDU), MdB                                                        | 74    |       |
| 22. April | Alfred Schliestedt                | deutscher Pädagoge und Politiker (SPD), MdB                                                        | 41    |       |
| 23. April | Miriam Astruc                     | französische Archäologin                                                                           | 58    |       |
| 23. April | Jizchak Ben Zwi                   | israelischer Historiker und Politiker, zweiter Präsident Israels                                   | 78    |       |
| 23. April | Victor Dethier                    | belgischer Radrennfahrer                                                                           | 71    |       |
| 23. April | Paul Fejos                        | ungarisch-amerikanischer Regisseur von Spiel- und Dokumentarfilmen                                 | 66    |       |
| 23. April | Ivo Horvat                        | jugoslawischer Botaniker und Hochschulprofessor                                                    | 65    |       |
| 23. April | Jean-Baptiste Manhès              | französischer Leichtathlet                                                                         | 66    |       |
| 23. April | William L. Moore                  | US-amerikanischer Bürgerrechtler                                                                   | 35    |       |
| 23. April | Franz Thierfelder                 | deutscher Publizist, Sprachwissenschaftler und Kulturpolitiker                                     | 66    |       |
| 24. April | Rino Corso Fougier                | italienischer Luftwaffenoffizier                                                                   | 68    |       |
| 24. April | Karla König                       | deutsche Journalistin, Schriftstellerin und Kulturfunktionärin                                     | 73    |       |
| 24. April | Moritz Wallach                    | jüdisch-deutscher Kaufmann und Textileinzelhändler, Inhaber des Münchner Trachtengeschäfts Wallach | 88    |       |
| 25. April | Christopher Hassall               | britischer Dichter, Schauspieler und Liedtexter                                                    | 51    |       |
| 25. April | Oswald Jaeggi                     | Schweizer Komponist und Kirchenmusiker                                                             | 50    |       |
| 25. April | Nolan D. Pulliam                  | US-amerikanischer Lehrer, Schulleiter, Offizier und Politiker                                      | 60    |       |
| 26. April | Arthur H. Greenwood               | US-amerikanischer Politiker                                                                        | 83    |       |
| 26. April | Werner Hartmann                   | deutscher Kapitän zur See und U-Bootskommandant im Zweiten Weltkrieg                               | 60    |       |
| 26. April | Peter Mädler                      | deutsches Maueropfer                                                                               | 19    |       |
| 26. April | Vasile Voiculescu                 | rumänischer Schriftsteller und Dramatiker                                                          | 78    |       |
| 26. April | Phil J. Welch                     | US-amerikanischer Politiker                                                                        | 68    |       |
| 26. April | Christian Weßling                 | deutscher Landwirt und Politiker (DVP), MdL                                                        | 86    |       |
| 27. April | Sella Hasse                       | deutsche Malerin und Grafikerin                                                                    | 85    |       |
| 27. April | Wilhelm Jörn                      | deutscher methodistischer Geistlicher und Schriftsteller                                           | 90    |       |
| 27. April | Lilo Linke                        | deutsche Schriftstellerin und Reporterin                                                           | 56    |       |
| 27. April | Kenneth Macgowan                  | US-amerikanischer Film- und Theaterproduzent                                                       | 74    |       |
| 27. April | Else Mayer                        | deutsche Nonne und Mitglied der Frauenbewegung in der ersten Periode des Feminismus                | 72    |       |
| 27. April | Dominik Josef Wölfel              | österreichischer Historiker und Ethnologe                                                          | 74    |       |
| 28. April | Thomas Churchill                  | US-amerikanischer Leichtathlet                                                                     | 55    |       |
| 28. April | Wilhelm Weber                     | deutscher Turner                                                                                   | 83    |       |
| 28. April | Carl J. Wiggers                   | US-amerikanischer Physiologe                                                                       | 79    |       |
| 29. April | Gerhard Boyer                     | Politiker und Oberbürgermeister von Münster (Westfalen)                                            | 75    |       |
| 29. April | Ferruccio Cerio                   | italienischer Filmregisseur und Drehbuchautor                                                      | 61    |       |
| 29. April | Richard Lichtheim                 | zionistischer Politiker                                                                            | 78    |       |
| 29. April | Wanda Treumann                    | deutsche Schauspielerin und Filmproduzentin                                                        | 79    |       |
| 30. April | Eddie Carpenter                   | US-amerikanisch-kanadischer Eishockeyspieler                                                       | 72    |       |
| 30. April | Richard Haizmann                  | deutscher Maler, Bildhauer, Keramiker und Holzschneider                                            | 67    |       |
| 30. April | Gustav Friedrich Hartlaub         | deutscher Kunsthistoriker                                                                          | 79    |       |
| 30. April | Hermann Loeb                      | deutsch-schweizerischer Kunsthistoriker und Verleger                                               | 65    |       |
| 30. April | William C. Mellor                 | US-amerikanischer Kameramann                                                                       | 59    |       |
| 30. April | Bryant Washburn                   | US-amerikanischer Schauspieler                                                                     | 74    |       |
| April     | Hans Adam Dorten                  | deutscher Jurist und Separatistenführer                                                            | 83    |       |
| April     | Jack Haskell                      | US-amerikanischer Choreograf und Filmregisseur                                                     |       |       |
| April     | Mischa Novy                       | Violinist                                                                                          | 49    |       |

## Mai
| Tag     | Name                                     | Beruf, bekannt als                                                                                              | Alter | Beleg |
| ------- | ---------------------------------------- | --- | ----- | ----- |
| 1. Mai  | Veza Canetti                             | österreichische Schriftstellerin und Übersetzerin                                                               | 65    |       |
| 1. Mai  | Richard Kurt Donin                       | österreichischer Kunsthistoriker                                                                                | 81    |       |
| 1. Mai  | Henry Koehn                              | deutscher Kulturforscher                                                                                        | 70    |       |
| 1. Mai  | Stefan Mladenow                          | bulgarischer Philologe                                                                                          | 82    |       |
| 1. Mai  | Gertrude Purcell                         | US-amerikanische Drehbuchautorin                                                                                | 67    |       |
| 1. Mai  | Moritz Tramer                            | Schweizer Psychiater                                                                                            | 81    |       |
| 1. Mai  | Jessica M. Weis                          | US-amerikanische Politikerin                                                                                    | 61    |       |
| 2. Mai  | Bernd Boehle                             | deutscher Schriftsteller                                                                                        | 57    |       |
| 2. Mai  | Van Wyck Brooks                          | US-amerikanischer Literaturkritiker und Historiker                                                              | 77    |       |
| 2. Mai  | Karl Daeves                              | deutscher Eisenhüttenkundler                                                                                    | 70    |       |
| 2. Mai  | Fritz Endres                             | deutscher Politiker                                                                                             | 85    |       |
| 2. Mai  | Duncan Gillis                            | kanadischer Hammer- und Diskuswerfer                                                                            | 80    |       |
| 2. Mai  | Georges Louis Gombeaud                   | französischer Offizier und provinzialrömische Archäologe                                                        | 93    |       |
| 2. Mai  | Hans Höller                              | österreichischer Politiker (CSP), Landtagsabgeordneter                                                          | 79    |       |
| 2. Mai  | Fritz Horn                               | deutscher Pilot und Luftfahrtpionier                                                                            | 66    |       |
| 2. Mai  | Lilian Looring                           | estnische Balletttänzerin                                                                                       | 63    |       |
| 2. Mai  | Carl Ohl                                 | deutscher Sportfunktionär                                                                                       | 76    |       |
| 2. Mai  | Tomáš Vačkář                             | tschechischer Komponist                                                                                         | 17    |       |
| 2. Mai  | Elisabeth Vietje                         | deutsche Pädagogin und Politikerin (CDU), MdB                                                                   | 60    |       |
| 2. Mai  | Ernst Wandersleb                         | deutscher Ballonfahrer, Fotograf, Physiker                                                                      | 84    |       |
| 3. Mai  | Otto Barth                               | deutscher Offizier, zuletzt Generalmajor im Zweiten Weltkrieg                                                   | 71    |       |
| 3. Mai  | Abdülhak Şinasi Hisar                    | türkischer Autor                                                                                                | 76    |       |
| 3. Mai  | Didrik Arup Seip                         | norwegischer Linguist und Universitätsrektor                                                                    | 78    |       |
| 03. Mai | Arturs Zeiberliņš                        | lettischer Radrennfahrer                                                                                        | 65    |       |
| 4. Mai  | Peter Buchholz                           | katholischer Gefängnispfarrer                                                                                   | 75    |       |
| 4. Mai  | Jacques de Chavigny                      | französischer Ornithologe und Oologe                                                                            | 83    |       |
| 4. Mai  | Hermann Giess                            | deutscher Beamter, Ministerialdirektor im Reichspostministerium                                                 | 88    |       |
| 4. Mai  | Johann Kaum                              | deutscher Politiker (CDU), MdBB                                                                                 | 67    |       |
| 4. Mai  | Kenneth Pridie                           | britischer Kugelstoßer und Diskuswerfer                                                                         | 57    |       |
| 5. Mai  | Luigi Almirante                          | italienischer Schauspieler                                                                                      | 76    |       |
| 5. Mai  | Arno Brasch                              | deutscher Physiker                                                                                              |       |       |
| 05. Mai | Paul Feierstein                          | luxemburgischer Fußballspieler und -trainer                                                                     | 60    |       |
| 5. Mai  | Heinrich Gärtner                         | deutscher SS-Brigadeführer                                                                                      | 74    |       |
| 5. Mai  | Per Jacobsson                            | schwedischer Manager                                                                                            | 69    |       |
| 5. Mai  | Ada Kretzer-Hartl                        | deutsche Kinder- und Jugendbuchautorin                                                                          | 65    |       |
| 5. Mai  | Howard Robertson                         | englischer Architekt                                                                                            | 74    |       |
| 6. Mai  | Rowland Brown                            | US-amerikanischer Drehbuchautor und Filmregisseur                                                               | 65    |       |
| 6. Mai  | Heinrich Claes                           | Bürgermeister von Leverkusen                                                                                    | 78    |       |
| 6. Mai  | Hanns Ferdinand Josef Kropff             | Wirtschaftswissenschaftler mit Schwerpunkt Werbung                                                              | 80    |       |
| 6. Mai  | Kubota Mantarō                           | japanischer Schriftsteller                                                                                      | 73    |       |
| 6. Mai  | Max Peinkofer                            | bayerischer Schriftsteller                                                                                      | 71    |       |
| 6. Mai  | Leutfrid Signer                          | Schweizer römisch-katholischer Geistlicher und Pädagoge                                                         | 65    |       |
| 6. Mai  | Arnald Steiger                           | Schweizer Romanist                                                                                              | 66    |       |
| 6. Mai  | Cornelis de Waard                        | niederländischer Mathematikhistoriker                                                                           | 83    |       |
| 6. Mai  | Ted Weems                                | US-amerikanischer Jazz-Posaunist und Bandleader                                                                 | 61    |       |
| 6. Mai  | Monty Woolley                            | US-amerikanischer Film- und Theaterschauspieler                                                                 | 74    |       |
| 7. Mai  | René Fülöp Miller                        | US-amerikanischer Schriftsteller und Soziologe österreichischer Herkunft                                        | 72    |       |
| 7. Mai  | Theodore von Kármán                      | ungarischer Pionier der modernen Aerodynamik und der Luftfahrtforschung                                         | 81    |       |
| 7. Mai  | Max Miller                               | britischer Komiker, Varietékünstler und Sänger                                                                  | 68    |       |
| 7. Mai  | Karl Neuenhofer                          | deutscher Ingenieur und Manager                                                                                 | 79    |       |
| 7. Mai  | Carlos Rojas                             | chilenischer Fußballspieler                                                                                     | 34    |       |
| 7. Mai  | Hugo Valentin                            | schwedischer Historiker                                                                                         | 74    |       |
| 8. Mai  | Jed Johnson senior                       | US-amerikanischer Politiker                                                                                     | 74    |       |
| 8. Mai  | Ambrogio Levati                          | italienischer Turner                                                                                            | 71    |       |
| 8. Mai  | Wilhelm Sebastian Schmerl                | deutscher Pfarrer und Schriftsteller                                                                            | 84    |       |
| 8. Mai  | Wladimir Petrowitsch Swiridow            | sowjetischer Offizier, zuletzt Generalleutnant; Hochkommissar in Österreich (1949–1953)                         | 65    |       |
| 9. Mai  | Alexander Bicks                          | US-amerikanischer Jurist                                                                                        | 62    |       |
| 9. Mai  | Wilhelm Borngässer                       | deutscher Musikpädagoge, Dirigent und Komponist                                                                 | 83    |       |
| 9. Mai  | Charles Vyner Brooke                     | englischer Herrscher Sarawaks (Nord-Borneo), Dritter und Letzter der weißen Rajas                               | 88    |       |
| 9. Mai  | Édouard Corniglion-Molinier              | französischer Kampfpilot, Filmproduzent und Politiker (RPF, UNR)                                                | 65    |       |
| 9. Mai  | Werner Niese                             | deutscher Rechtswissenschaftler und Hochschullehrer                                                             | 58    |       |
| 9. Mai  | Julius Oelkers                           | deutscher Forstwissenschaftler                                                                                  | 80    |       |
| 9. Mai  | Alexandru Rusu                           | rumänischer Bischof von Maramureș                                                                               | 78    |       |
| 9. Mai  | Arthur Winkler-Hermaden                  | österreichischer Geologe                                                                                        | 73    |       |
| 10. Mai | Ernst Braun                              | deutscher Psychiater, Neurologe, Hochschullehrer                                                                | 70    |       |
| 10. Mai | Franz Catzenstein                        | deutsch-britischer Galerist und Kunsthändler                                                                    | 65    |       |
| 10. Mai | Gianfranco Comotti                       | italienischer Automobilrennfahrer                                                                               | 56    |       |
| 10. Mai | Dinah Grace                              | deutsche Tänzerin und Schauspielerin                                                                            | 46    |       |
| 10. Mai | Jean Tribot-Laspière                     | französischer Elektrotechniker                                                                                  | 80    |       |
| 10. Mai | Max Übelhör                              | deutscher Schriftsteller und Journalist                                                                         | 81    |       |
| 10. Mai | Molly Wessely                            | deutsche Schauspielerin und Operettensängerin                                                                   | 73    |       |
| 10. Mai | Hermann Wopfner                          | österreichischer Volkskundler und Historiker                                                                    | 86    |       |
| 11. Mai | Herbert Spencer Gasser                   | amerikanischer Neurophysiologe                                                                                  | 74    |       |
| 12. Mai | Oumbertos Argyros                        | griechischer Maler des Impressionismus                                                                          |       |       |
| 12. Mai | Franz Arnold                             | österreichischer Kirchenrechtler                                                                                | 70    |       |
| 12. Mai | Richard Girulatis                        | deutscher Fußballtrainer                                                                                        | 84    |       |
| 12. Mai | Robert Kerr                              | kanadischer Leichtathlet und Sportfunktionär                                                                    | 80    |       |
| 12. Mai | Natascha Lytess                          | US-amerikanische Filmschauspielerin, Autorin und Schauspiellehrerin                                             |       |       |
| 12. Mai | Ernst Marischka                          | österreichischer Regisseur                                                                                      | 70    |       |
| 12. Mai | Max Seddig                               | deutscher Physiker und Fotopionier                                                                              | 86    |       |
| 12. Mai | Aiden Wilson Tozer                       | US-amerikanischer evangelischer Pastor und Autor                                                                | 66    |       |
| 12. Mai | Stanisław Wiechowicz                     | polnischer Komponist                                                                                            | 69    |       |
| 13. Mai | Ernst Heinrich Buschbeck                 | österreichischer Kunsthistoriker und Museumsdirektor                                                            | 74    |       |
| 13. Mai | Herta Gotthelf                           | deutsche Politikerin (SPD)                                                                                      | 60    |       |
| 13. Mai | Richard Koll                             | deutscher Generalleutnant im Zweiten Weltkrieg                                                                  | 66    |       |
| 13. Mai | Friedrich Krabbe                         | deutscher Politiker (Zentrum)                                                                                   | 75    |       |
| 13. Mai | Georg Pahl                               | deutscher Fotojournalist                                                                                        | 62    |       |
| 14. Mai | Edna Carter                              | US-amerikanische Physikerin und Hochschuldozentin                                                               | 91    |       |
| 14. Mai | George McGill                            | US-amerikanischer Jurist und Politiker                                                                          | 84    |       |
| 14. Mai | Raghu Vira                               | indischer Indologe und Politiker                                                                                | 60    |       |
| 14. Mai | Paul Tkotsch                             | römisch-katholischer Geistlicher und Weihbischof im Bistum Berlin                                               | 67    |       |
| 15. Mai | Beaufort Burdekin                        | britischer Ruderer                                                                                              | 71    |       |
| 15. Mai | Geoffrey Dennis                          | britischer Schriftsteller                                                                                       | 71    |       |
| 15. Mai | Egon Hajek                               | siebenbürgischer Komponist, Autor und Pfarrer                                                                   | 74    |       |
| 15. Mai | Javier Heraud                            | peruanischer Dichter und Schriftsteller                                                                         | 21    |       |
| 15. Mai | Felix Klewitz                            | deutscher Internist und Hochschullehrer                                                                         | 79    |       |
| 15. Mai | Waldemar Koch                            | deutscher liberaler Politiker                                                                                   | 82    |       |
| 15. Mai | John Meehan                              | US-amerikanischer Architekt, Artdirector und Szenenbildner                                                      | 60    |       |
| 15. Mai | Rahel Straus                             | Pionierin des Frauenstudiums, Ärztin und Zionistin                                                              | 83    |       |
| 15. Mai | Karl Waller                              | deutscher Lehrer, Heimat- und Vorgeschichtsforscher des Elbe-Weser-Raumes                                       | 71    |       |
| 16. Mai | Luigi Bartolini                          | italienischer Künstler und Schriftsteller                                                                       | 71    |       |
| 16. Mai | Patrick Little                           | irischer Politiker (Fianna Fáil)                                                                                | 78    |       |
| 16. Mai | Karl-Heinz Lünenstraß                    | deutscher Politiker (SPD), MdB                                                                                  | 43    |       |
| 16. Mai | Oleg Wladimirowitsch Penkowski           | sowjetischer Oberst im Militärnachrichtendienst GRU                                                             | 44    |       |
| 16. Mai | Heinz Schildknecht                       | deutscher Maler und Künstler                                                                                    | 50    |       |
| 17. Mai | Ami Assaf                                | israelischer Politiker                                                                                          | 59    |       |
| 17. Mai | Gino Bottiglioni                         | italienischer Romanist, Latinist, Indogermanist, Italianist und Dialektologe                                    | 75    |       |
| 17. Mai | Arille Carlier                           | belgischer Politiker und Lexikograf                                                                             | 75    |       |
| 17. Mai | Paul Kipper                              | deutscher Verwaltungsjurist, Präsident des Evangelischen Landeskonsistoriums Nassau-Hessen                      | 87    |       |
| 17. Mai | Hans Kummerfeldt                         | deutscher Politiker (NSDAP), MdR, MdL                                                                           | 76    |       |
| 17. Mai | Georg Lahner                             | österreichischer Höhlenforscher                                                                                 | 90    |       |
| 17. Mai | Clara Porges                             | deutsche Malerin                                                                                                | 83    |       |
| 17. Mai | Maximilian Sauerborn                     | deutscher Jurist, Verwaltungsbeamter und Politiker                                                              | 73    |       |
| 18. Mai | Ernie Davis                              | US-amerikanischer American-Football-Spieler                                                                     | 23    |       |
| 18. Mai | Walter Pegel                             | deutscher Pädagoge und Schriftsteller                                                                           | 63    |       |
| 18. Mai | Max Zeibig                               | deutscher Lehrer und Dichter                                                                                    | 74    |       |
| 19. Mai | Lauro Bordin                             | italienischer Radrennfahrer                                                                                     | 72    |       |
| 19. Mai | Pio de Freitas Silveira                  | brasilianischer Geistlicher, römisch-katholischer Bischof von Joinville                                         | 78    |       |
| 19. Mai | Alois Hudal                              | österreichischer Bischof und Fluchthelfer diverser Naziverbrecher                                               | 77    |       |
| 19. Mai | Frederick Maurice Powicke                | britischer Mittelalterhistoriker                                                                                | 83    |       |
| 19. Mai | Walter Russell                           | US-amerikanischer Maler, Bildhauer, Architekt, Philosoph und Mystiker                                           | 92    |       |
| 19. Mai | Johann Segitz                            | deutscher Politiker (SPD), MdB                                                                                  | 64    |       |
| 20. Mai | Euphrasia Donnelly                       | US-amerikanische Schwimmerin                                                                                    | 57    |       |
| 20. Mai | Russell A. Gausman                       | US-amerikanischer Filmarchitekt                                                                                 | 70    |       |
| 21. Mai | Kurt Blumenfeld                          | deutscher Zionist                                                                                               | 78    |       |
| 21. Mai | Friedrich Haußer                         | deutscher Architekt                                                                                             | 88    |       |
| 21. Mai | August Weinsperger                       | deutscher Politiker (FDP), MdL                                                                                  | 72    |       |
| 21. Mai | Alfred Wunderlich                        | deutscher Politiker (NDPD), MdV                                                                                 | 61    |       |
| 22. Mai | Kenneth Bailey                           | britischer Chemiker                                                                                             | 53    |       |
| 22. Mai | Ivan Brown                               | US-amerikanischer Bobfahrer                                                                                     | 55    |       |
| 22. Mai | Matsubayashi Keigetsu                    | japanischer Maler                                                                                               | 86    |       |
| 22. Mai | Jakob Heinrich Koch                      | deutscher Ingenieur                                                                                             | 67    |       |
| 22. Mai | Fritz Weinzinger                         | österreichischer Sprinter und Weitspringer                                                                      | 72    |       |
| 23. Mai | Eddy Howard                              | US-amerikanischer Sänger und Bandleader                                                                         | 48    |       |
| 23. Mai | August Jakobson                          | estnischer Schriftsteller und Kommunist                                                                         | 58    |       |
| 23. Mai | Hans Thomson                             | deutscher Fechter, mehrmaliger deutscher Meister und Olympiateilnehmer                                          | 74    |       |
| 23. Mai | Alexandrine Gräfin von Üxküll-Gyllenband | Rot-Kreuz-Oberin                                                                                                | 89    |       |
| 23. Mai | István Zádor                             | ungarischer Maler und Grafiker                                                                                  | 81    |       |
| 24. Mai | Elmore James                             | US-amerikanischer Bluesmusiker                                                                                  | 45    |       |
| 24. Mai | Konrad Linder                            | deutscher Pädagoge und Schulleiter                                                                              | 79    |       |
| 24. Mai | Max Naujocks                             | deutscher Gerechter unter den Völkern                                                                           | 69    |       |
| 25. Mai | Tommaso Boggio                           | italienischer Mathematiker                                                                                      | 85    |       |
| 25. Mai | Mehdi Bej Frashëri                       | albanischer Politiker                                                                                           | 89    |       |
| 25. Mai | Josef Gritschacher                       | österreichischer Politiker (CSP), Abgeordneter zum Nationalrat                                                  | 80    |       |
| 25. Mai | Herbert Lestiboudois                     | deutscher Schriftsteller und Journalist                                                                         | 56    |       |
| 25. Mai | Eugen Margarétha                         | österreichischer Jurist und Politiker (ÖVP), Abgeordneter zum Nationalrat und Präsident der österreichischen... | 77    |       |
| 26. Mai | Sharon Lynn                              | US-amerikanische Schauspielerin                                                                                 |       |       |
| 26. Mai | Heinrich Rau                             | deutscher Politiker (KPD, USPD, SPD)                                                                            | 84    |       |
| 26. Mai | Werner Reinecke                          | deutscher Politiker (SPD, GVP, Fraktion Mitte), MdL                                                             | 71    |       |
| 26. Mai | Scholastika von Riccabona                | deutsch-österreichische Benediktinerin und Äbtissin                                                             | 79    |       |
| 27. Mai | Ottilie Ehlers-Kollwitz                  | deutsche Graphikerin und Malerin                                                                                | 62    |       |
| 27. Mai | Heinrich Höfflinger                      | österreichischer Offizier, Banker, Genealoge und Publizist                                                      | 81    |       |
| 27. Mai | Grigoris Lambrakis                       | griechischer Arzt und Politiker                                                                                 | 51    |       |
| 27. Mai | Aquilino Ribeiro                         | portugiesischer Schriftsteller                                                                                  | 77    |       |
| 27. Mai | Rudolf Saar                              | Höhlenforscher                                                                                                  | 76    |       |
| 27. Mai | Eduard Stanglmeier                       | deutscher Fleisch- und Wurstwarenfabrikant                                                                      | 70    |       |
| 27. Mai | Walter Tuchschmid-Kull                   | Schweizer Unternehmer und Politiker                                                                             | 69    |       |
| 27. Mai | Georg Wunderlich                         | deutscher Fußballnationalspieler und -trainer                                                                   | 69    |       |
| 28. Mai | Ion Agârbiceanu                          | rumänischer Schriftsteller                                                                                      | 80    |       |
| 28. Mai | Viktor Christian                         | deutscher Altorientalist                                                                                        | 78    |       |
| 28. Mai | Klaus Clusius                            | deutscher Chemiker                                                                                              | 60    |       |
| 28. Mai | Allan Franck                             | finnischer Segler                                                                                               | 74    |       |
| 28. Mai | Gustav Pötzsch                           | deutscher Politiker (KPD), Widerstandskämpfer                                                                   | 64    |       |
| 28. Mai | Dina Kuhn                                | Keramikerin und Kunstgewerblerin                                                                                | 72    |       |
| 28. Mai | Margaret Preston                         | australische Malerin und Grafikerin                                                                             |       |       |
| 28. Mai | Wissarion Jakowlewitsch Schebalin        | russischer Komponist                                                                                            | 60    |       |
| 29. Mai | José Maria Cavallero                     | uruguayischer Geistlicher, Bischof von Minas                                                                    | 63    |       |
| 29. Mai | Inácio João Dal Monte                    | brasilianischer Kapuziner und Bischof von Guaxupé                                                               | 65    |       |
| 29. Mai | Otto Frank                               | deutscher Landwirt und Politiker (FDP)                                                                          | 62    |       |
| 29. Mai | Takako Hashimoto                         | japanische Haiku-Dichterin                                                                                      | 64    |       |
| 29. Mai | Franz Hürth                              | deutscher Geistlicher und Moraltheologe                                                                         | 82    |       |
| 29. Mai | Leopold Petri                            | deutscher Jurist, Polizeipräsident in Bremen                                                                    | 87    |       |
| 30. Mai | Wilhelm Ernst                            | württembergischer Oberamtmann                                                                                   | 77    |       |
| 30. Mai | Esmond Ovey                              | britischer Botschafter                                                                                          | 83    |       |
| 30. Mai | Otto Preissecker                         | österreichischer Eiskunstläufer und Zahnheilkundler                                                             | 64    |       |
| 31. Mai | Harry Akst                               | US-amerikanischer Pianist, Komponist, Liedtexter                                                                | 68    |       |
| 31. Mai | Edith Hamilton                           | deutsch-amerikanische Lehrerin und Schriftstellerin                                                             | 95    |       |
| 31. Mai | August Kortheuer                         | deutscher evangelischer Theologe                                                                                | 95    |       |
| 31. Mai | Hans Oelze                               | deutscher Polizeibeamter und Oberst                                                                             | 66    |       |
| 31. Mai | Michel Oppenheim                         | deutscher Beamter und Kulturdezernent in Mainz                                                                  | 78    |       |
| 31. Mai | Helga Pohl                               | österreichische Philologin und Schriftstellerin                                                                 | 42    |       |
| 31. Mai | Richard Schwarzkopf                      | deutscher Graphiker, Illustrator, Holzschneider                                                                 | 70    |       |
| 31. Mai | Tarzan von Manisa                        | türkischer Umweltaktivist, Bergsteiger und Sonderling                                                           |       |       |
| 31. Mai | Francis E. Walter                        | US-amerikanischer Politiker                                                                                     | 69    |       |
| Mai     | Wilhelm Filderman                        | rumänischer Politiker, Parlamentsabgeordneter sowie Vorsitzender der Union der rumänischen Juden (1919–1938)    | 80    |       |
| Mai     | Leopold Thieme                           | deutscher Maler und Zeichner                                                                                    | 82    |       |